# 茶清縣
茶清縣，是明代交阯承宣布政使司演州府下轄的一個縣。治所約在今越南乂安省境內。

## 沿革
- 唐代屬演州地
- 明永樂五年，明征安南大軍進演州府荼龍縣，至盤石縣下營，十一日擒黎季犛、黎澄，十二日獲黎蒼及黎芮於高望山[1]。
- 永樂五年六月癸未（1407年7月5日），改茶龍縣為茶清縣[2][3][4]。
- 永樂十七年秋九月丙辰（1419年10月3日），革演州之茶清縣入本州[5][6][7][8]。